# Aguas Buenas (Uruguay)
Aguas Buenas es una localidad uruguaya del departamento de Durazno.

## Ubicación
La localidad se encuentra situada en la zona centro-norte del departamento de Durazno, entre los arroyos de la Chacra Vieja y Sarandí del Chileno, y sobre el camino de la cuchilla del Rincón, 4 km al oeste de la ruta 100, y próximo a la localidad de San Jorge. Dista 45 km de la localidad de Villa del Carmen, y 100 km de la ciudad de Durazno.

## Población
Según el censo de 2011, la localidad contaba con una población de 86 habitantes
| 109           | 104 | 106 | 83 | 110 | 86 |
| (Fuente: INE) |     |     |    |     |    |